# Trstené pri Hornáde
Trstené pri Hornáde (Hongaars: Abaújnádasd) is een Slowaakse gemeente in de regio Košice, en maakt deel uit van het district Košice-okolie.
Trstené pri Hornáde telt 1.461 inwoners.